# 10014 Shaim
10014 Shaim este un asteroid din centura principală de asteroizi.

## Descriere
10014 Shaim este un asteroid din centura principală de asteroizi. A fost descoperit pe 26 septembrie 1978 la Observatorul de Astrofizică din Crimeea de Liudmila Juravliova. Asteroidul prezintă o orbită caracterizată de o semiaxă mare de 2,43 ua, o excentricitate de 0,11 și o înclinație de 3,0° în raport cu ecliptica.